# IZD Tower

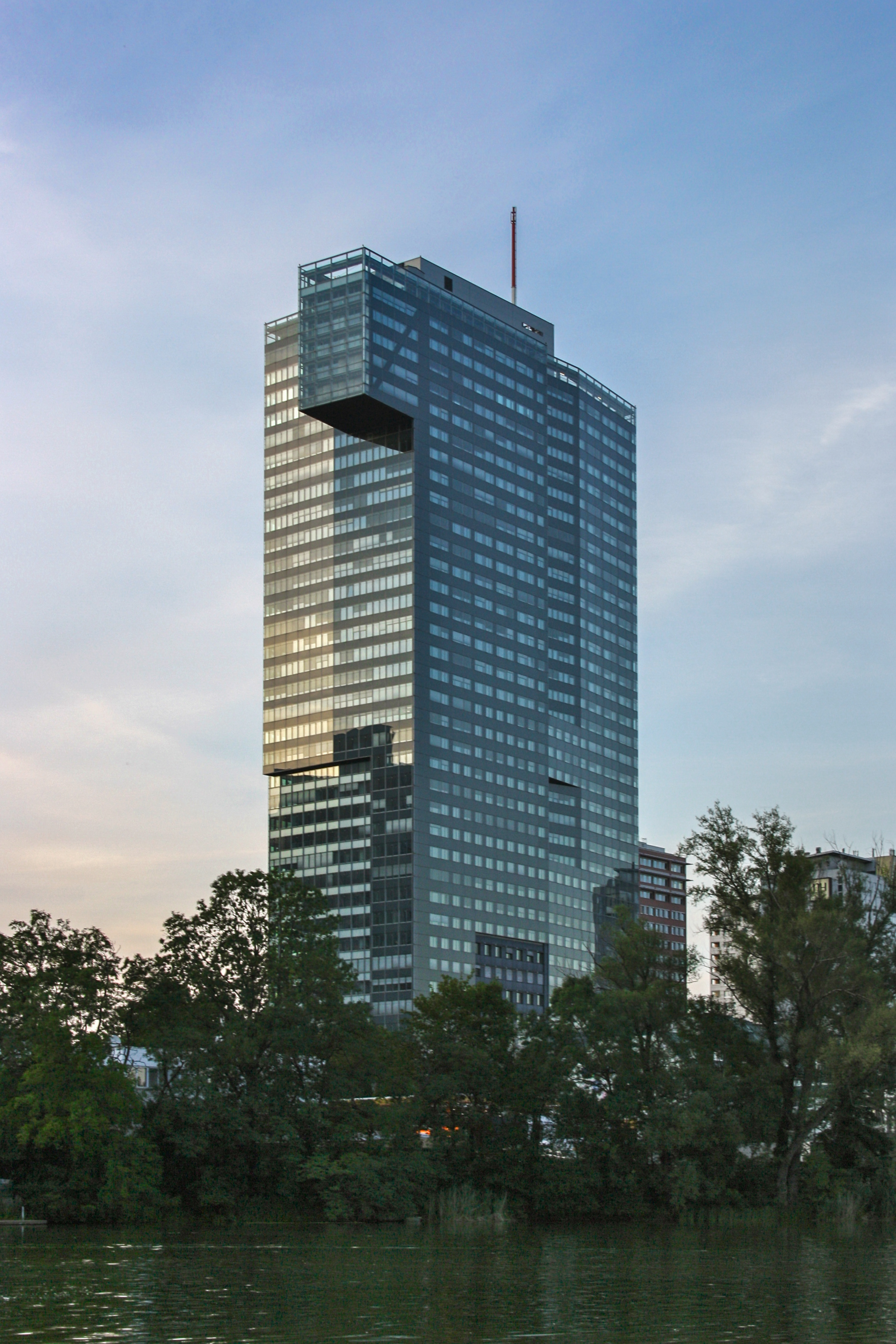
Izd Tower

Izd Tower (IZD znamená Internationales Zentrum Donaustadt) je výšková budova v Donau City v rakouské metropoli Vídni. Budovu navrhla architektonická společnost NFOG (Nigst, Fonatti, Ostertag, Gaisrucker). Stavební práce na budově začaly v roce 1998 a dokončeny byly roku 2001. V budově se nacházejí kanceláře; mezi hlavních nájemníků patří ÖBB-Personenverkehr AG nebo Colgate-Palmolive. Celková podlahová plocha budovy je 63 520 m2. V budově je 41 nadzemních pater. Celková výška budovy spolu s anténou je 162 m. Se svojí výškou 140 m je třetí nejvyšší ve Vídni.